# Alexander Köll
Alexander Köll (Matrei in Osttirol, 2 dicembre 1990) è un ex sciatore alpino austriaco naturalizzato svedese.

## Biografia
Specialista delle prove veloci attivo dal febbraio del 2007 e naturalizzato svedese nel luglio del 2009, Köll ha esordito in Coppa Europa il 12 gennaio 2011 a Patscherkofel in discesa libera (69º), in Coppa del Mondo il 18 dicembre 2015 in Val Gardena in supergigante, senza completare la prova, e ai Campionati mondiali a Sankt Moritz 2017, dove si è classificato 35º nella discesa libera, 30º nel supergigante e non ha completato la combinata; nella successiva rassegna iridata di Åre 2019, sua ultima presenza iridata, nelle medesime specialità si è piazzato rispettivamente al 46º, al 20º e al 21º posto. 
In Coppa del Mondo ha ottenuto il miglior piazzamento il 7 dicembre 2019 a Beaver Creek in discesa libera (20º), mentre in Coppa Europa ha conquistato l'unico podio il 29 febbraio 2020 a Kvitfjell nella medesima specialità (2º); ha preso per l'ultima volta il via in Coppa del Mondo il 24 gennaio 2021 a Kitzbühel in discesa libera e la sua ultima garra è stata la discesa libera di Coppa Europa disputata a Kvitfjell il 9 febbraio 2022, entrambe non completate da Köll. Si è ritirato al termine di quella stessa stagione 2021-2022; non ha preso parte a rassegne olimpiche.

## Palmarès

### Coppa del Mondo
- Miglior piazzamento in classifica generale: 129º nel 2020

### Coppa Europa
- Miglior piazzamento in classifica generale: 82º nel 2018
- 1 podio:
  - 1 secondo posto

### Nor-Am Cup
- Miglior piazzamento in classifica generale: 40º nel 2014
- 1 podio:
  - 1 secondo posto

### Campionati svedesi
- 3 medaglie:
  - 3 ori (discesa libera nel 2015; supergigante, combinata nel 2016)